# Legacy of Kings
 (mai 2017).
Si vous disposez d'ouvrages ou d'articles de référence ou si vous connaissez des sites web de qualité traitant du thème abordé ici, merci de compléter l'article en donnant les références utiles à sa vérifiabilité et en les liant à la section « Notes et références ».
Albums de HammerFall
Glory to the Brave
(1997) Renegade
(2000)
Legacy of Kings, sorti en 1998, est le deuxième album studio du groupe de heavy metal suédois HammerFall. Il comporte beaucoup de changements dans le line-up du groupe.

## Composition du groupe
- Joacim Cans : chant
- Oscar Dronjak : guitare et chœurs
- Stefan Elmgren : guitare
- Magnus Rosén : basse et chœurs
- Patrik Räfling : batterie

## Liste des chansons de l'album
1. Heeding The Call - 4:30
2. Legacy Of Kings - 4:13
3. Let The Hammer Fall - 4:17
4. Dreamland - 5:42
5. Remember Yesterday - 5:05
6. At The End Of The Rainbow - 4:07
7. Back To Back - 3:40
8. Stronger Than All - 4:30
9. Warriors Of Faith - 4:46
10. The Fallen One - 4:23